# Nagyhegy (Máramaros megye)
Nagyhegy (románul: Măgureni) falu Romániában, Máramaros megyében.

## Fekvése
Máramaros megyében, Kápolnokmonostortól délkeletre fekvő település.

## Története
A település nevét az oklevelek 1583-ban említették először Magura néven.
1609-ben Kapalnok-Magura néven írták nevét az itt folyó Kapalnok patakról.
1890-ben nevét Nagyhegy-re változtatták.
Magura Kővár vára tartozéka volt, ebből következtethetően 1566 és 1583 között keletkezhetett, mivel Kővár vára 1566 évi urbáriumában neve még nem fordult elő.
1583-ban Báthory Zsigmond Magurát a kapniki ezüstbányászat céljából előbb 2 évre, majd 1585-ben újabb 12 évre haszonbérbe adta Herberstein Feliciánnak. 1591-ben a fejedelem Herberstein Feliczián halálával a haszonbért annak örököseivel további 6 évre megújította.
1609-ben Báthory Gábor birtoka volt. 1617-ben Keresztes Tamás birtokának írták, aki azt Báthory Gábortól kapta meg. 1619-ben a birtokot, melyet Bethlen Gábor foglalt el Keresztes Tamástól a Lisbone család tagjai János, Henrik és Rajnold kapták meg Bethlen Gábortól adományként.
1642-ben I. Rákóczi György foglalta el Erdélyi István örökösétől Mindszenti Krisztinától. 1651-ben Kővárhoz tartozó fiskális birtok, melyet még ez évben II. Rákóczi György Bánffy Zsigmondnak adományozott.
1651 és 1782 között a Bánffy család birtoka volt.
1794-ben gróf Teleki Károlyé. 1820-ban Kornis Ignácz özvegyéé volt.
1830-ban  végzett népszámlálási adatok szerint a településnek 180 lakosa volt.
1891-ben Nagyhegynek 399 lakosa volt, melyből 387 görögkatolikus, 1 görögkeleti és 11 izraelita volt.
1898-ban Medán Endre és Medán János kisnemesek birtoka volt, akik azt öröklés és vásárlás útján szerezték meg.
A település a trianoni békeszerződés előtt Szolnok-Doboka vármegye Kápolnokmonostori járásához tartozott.

## Nevezetességek
- Görögkatolikus temploma 1801-ben épült, 1805-ben Szent Demeter tiszteletére szentelték fel. Anyakönyvet 1836-tól vezetnek.